# Révolution conservatrice (sens moderne)
Pour les articles homonymes, voir Révolution conservatrice.

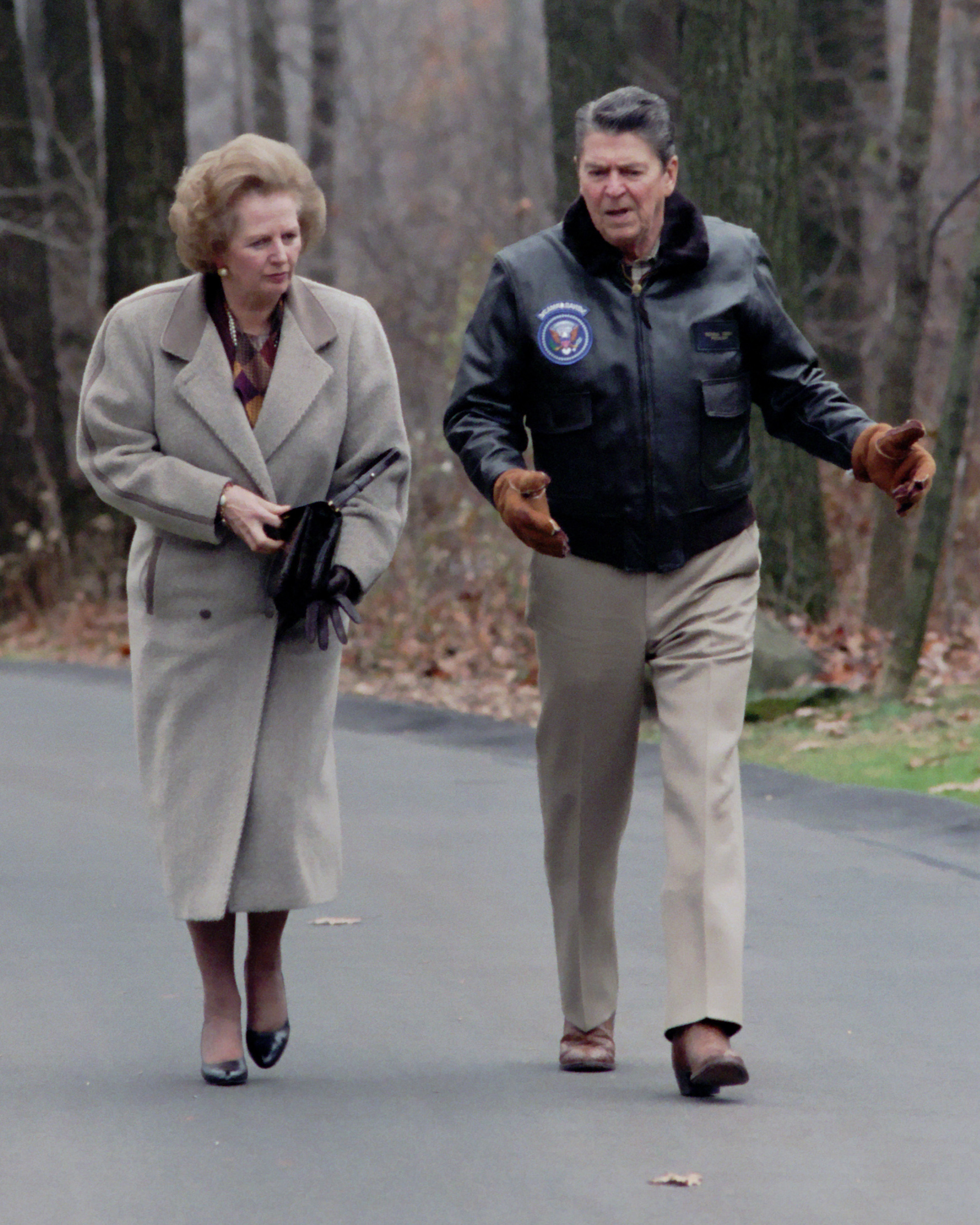
Margaret Thatcher et Ronald Reagan en 1986 à Camp David.

L'expression révolution conservatrice (au sens moderne) est utilisée le plus souvent pour caractériser la période des années 1980 au cours de laquelle des chefs d'État hostiles au socialisme et souhaitant réduire les interventions de l'État dans la sphère économique et sociale sont élus. Elle se manifeste en particulier par l'arrivée au pouvoir de Ronald Reagan aux États-Unis, de Margaret Thatcher au Royaume-Uni et au sens plus large, de Brian Mulroney au Canada et Yasuhiro Nakasone au Japon. On emploie parfois le terme de « révolution libérale ».

## Manifestations
On pourrait résumer rapidement la révolution conservatrice des années 1980 aux États-Unis principalement et au Royaume-Uni en un certain libéralisme économique mâtiné, surtout aux États-Unis, de conservatisme sociétal. L'arrivée au pouvoir de Ronald Reagan et de Margaret Thatcher en est une illustration. La situation américaine fut analysée par Guy Sorman en 1983 dans La Révolution conservatrice américaine. Dans son ouvrage, il relate ses rencontres avec 70 Américains pour mieux comprendre le bouleversement alors à l'œuvre dans la société américaine. Il la résume ainsi : « La jeunesse repousse la contestation, les femmes luttent contre le féminisme, les contribuables contre l'impôt, les Églises les plus conservatrices rallient en masse de nouveaux fidèles, les intellectuels défendent le capitalisme, les syndicats ouvriers s'effondrent, les Noirs dénoncent la politique des droits civils. »
Theodore Lowi, politologue américain de gauche[réf. nécessaire], déclare alors, « Être conservateur, c'est être à la mode » ou « la gauche américaine est intellectuellement aujourd'hui en faillite ».
Au Royaume-Uni, émergent des figures comme celles de Keith Joseph ou de Margaret Thatcher, influencées directement par des penseurs comme Milton Friedman et surtout Friedrich Hayek. Révélateur du basculement qui s'opère alors, Keith Joseph déclare en 1974 : « je ne suis devenu conservateur que récemment », il appelle aussi à mettre fin à trente ans de socialisme, incluant donc dans celui-ci les précédents gouvernements conservateurs. Avec l'arrivée à la tête du parti conservateur de Thatcher, le programme du parti s'oppose progressivement au socialisme du Labour qu'il avait en partie intégré auparavant jusqu'à la rupture libérale permise par l'hiver du mécontentement, quand la politique socialiste de contrôle des salaires s'écroule en hiver 1979.

### Économie: le désengagement de l'État
Après les chocs pétroliers des années 1970, l'économie se caractérise par une stagflation, c'est-à-dire une inflation forte accompagnée d'un chômage élevé. Cette situation discrédite les idées keynésiennes ayant mené au New Deal et permet le retour en grâce du monétarisme mené par l'École de Chicago de Milton Friedman. L'objectif des politiques économiques américaines et britanniques devient à la fin des années 1970 de maintenir à un taux stable et modéré l'inflation ainsi que de réduire fortement les dépenses de l'État et ses interventions économiques. En 1978, la Californie adopte par référendum d'initiative populaire la Proposition 13, première mesure économique marquant la révolution conservatrice. Elle limite l'impôt sur les biens fonciers à 1 % de leur valeur. Le mot d'ordre est donné par Ronald Reagan dans son discours d'investiture en 1981, où il déclare que dans la crise actuelle « le gouvernement n’est pas la solution, il est le problème ». Au cours de son mandat, l’imposition des revenus les plus élevés passe de 70 %  à 28 %. La dérégulation est importante dans certains secteurs économiques (télécommunications, compagnies aériennes, secteur financier) ce qui permet une baisse du coût pour le consommateur[réf. nécessaire]. En Grande-Bretagne, le rail commence à être privatisé
Ce retrait de l'État est nuancé par une réaffirmation de la puissance militaire des États-Unis, (America is back) se traduisant par une forte hausse des dépenses militaires et ayant pour but d'affaiblir l'Union soviétique qualifiée d'Empire du Mal par Reagan. En outre, le retrait de l'État de la sphère économique est limité[réf. nécessaire], les prestations sociales, quoique gelées, ne sont pas diminuées pour autant.

### Société
Dans les années 1970, le scandale du Watergate, la guerre du Viêt Nam et la crise iranienne des otages plongent les États-Unis dans une décennie de doute. Par opposition, les années 1980 verront la remise en cause des idées progressistes aux États-Unis : mise en question du droit à l'avortement, retour de la peine de mort, prière à l'école.

## Figures
Les figures les plus notables de la révolution conservatrice sont : 
- Ronald Reagan, président américain
- Yasuhiro Nakasone, premier ministre japonais
- Barry Goldwater, homme politique américain républicain
- Margaret Thatcher, premier ministre britannique
- Brian Mulroney, premier ministre canadien
- Thomas Sowell, économiste américain opposé à la discrimination positive, un libéral-conservateur.

## Explications
Plusieurs facteurs ont été avancés pour expliquer la révolution conservatrice américaine, comme la multiplication des think tanks libéraux et conservateurs ou l'essor de mouvements religieux dans la Bible Belt. Il y a également un renouveau de la pensée libérale et libertarienne, en particulier sur les campus américains. Le parti libertarien est fondé en 1971, le Cato Institute en 1977. Des écoles comme celle de la théorie des choix publics ou l'école de Chicago se développent et des figures comme celles de Murray Rothbard ou de David Friedman émergent.  
Pour l'économiste monétariste Milton Friedman, elle tient davantage à la prise de conscience de l'échec du communisme et du socialisme qu'à la reconquête des idées issue de penseurs comme Friedrich Hayek ; il déclare ainsi dans la préface de l'édition de 1982 de Capitalisme et liberté :

« Le changement dans l'opinion est le résultat de l'expérience et non de la théorie ou de la philosophie. La Russie ou la Chine, grands espoirs des intellectuels, avaient clairement échoué. Le Royaume-Uni dont le socialisme Fabien exerçait une influence dominante sur les intellectuels américains était dans de grands troubles »

— Milton Friedman, Capitalisme et liberté

## Un phénomène contemporain?
Guy Sorman, qui avait analysé dans La Révolution conservatrice américaine le phénomène au début des années 1980, considérait alors que l'élection de Nicolas Sarkozy en mai 2007 procédait d'une logique proche et, qu'ainsi, « la France rattrape son époque », après avoir été l'exception socialisante dans les pays développés. Il n'a cependant pas caché sa déception vis-à-vis de la politique effectivement menée par Nicolas Sarkozy depuis, au-delà des promesses.